# Tunsbergtunnel
Der Tunsbergtunnel ist ein einröhriger Straßentunnel zwischen Seim und Voss in der Kommune Voss in der Provinz Vestland. Der Tunnel im Verlauf des Riksvei 13 ist 4080 m lang.  Er ersetzte einen steilen und kurvenreichen Abschnitt der Straße.